# Kotlet schabowy

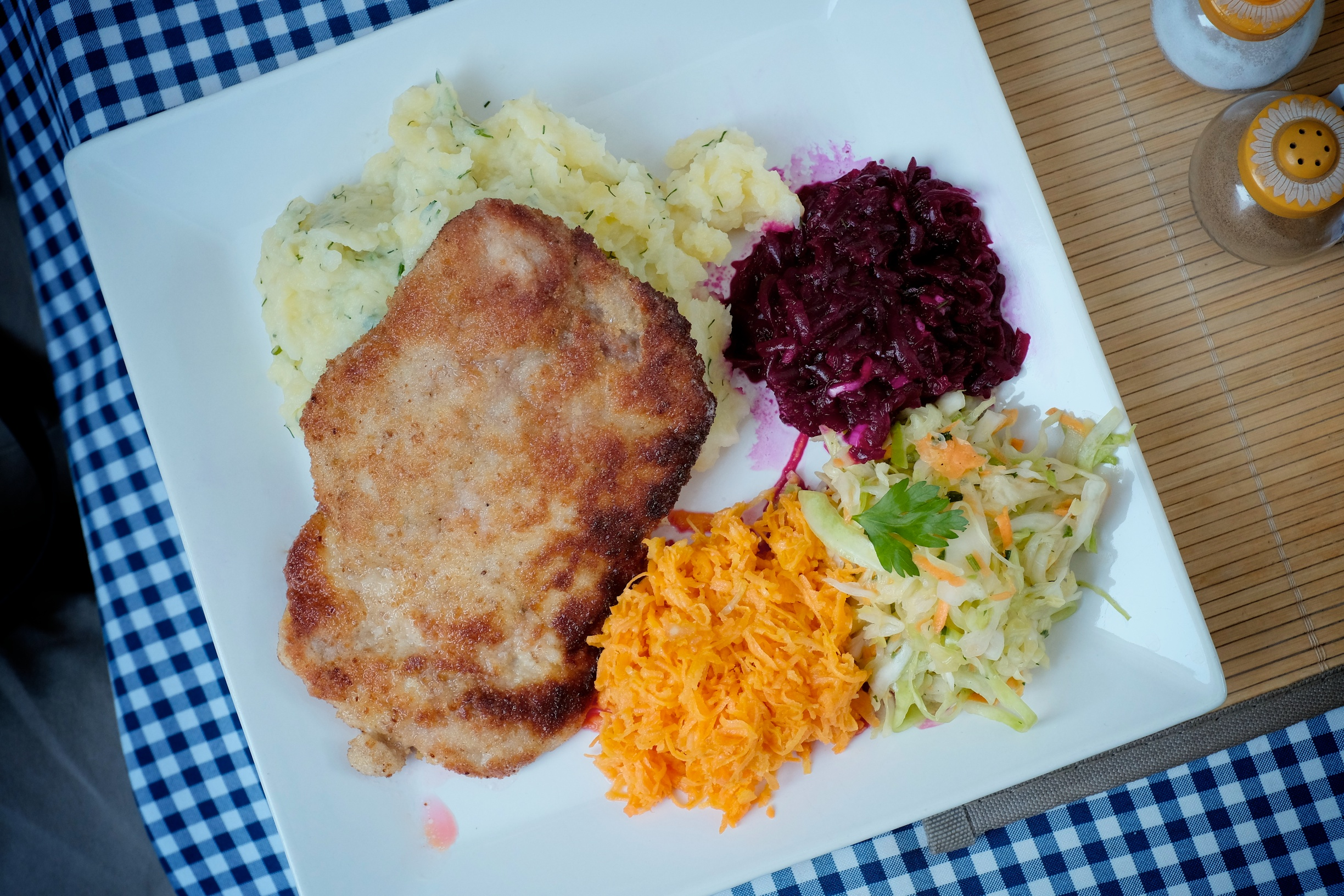
Kotlet schabowy podany z tłuczonymi ziemniakami i surówkami

Kotlet schabowy – kotlet panierowany ze schabu (z kością lub bez) przypominający sznycel wiedeński. Współcześnie jedna z popularnych potraw w kuchni polskiej.
Historia polskich kotletów schabowych sięga XIX wieku. Przepis na schabowy występuje w książce Lucyny Ćwierczakiewiczowej pt. 365 obiadów za pięć złotych.

## Typowe składniki
- schab z kością lub bez kości
- bułka tarta
- mąka
- jajka
- smalec
- przyprawy (sól i pieprz)

## Sporządzenie
Schab pokroić na plastry i ubić tłuczkiem. Jajka roztrzepać i połączyć z przyprawami. Ubity i pokrojony schab obtoczyć w mące, potem w jajku, a następnie w bułce tartej. Wstawić patelnię na średni ogień i roztopić na niej smalec. Przygotowany kotlet położyć na patelnię i smażyć na złoty kolor z jednej i drugiej strony. Podać na talerzu z ziemniakami, kaszą, ryżem lub kluskami oraz duszonymi lub smażonymi pieczarkami, gotowanymi jarzynami, surówkami, marynatami itp.